# 70-я стрелковая дивизия (1-го формирования)
70-я стрелковая ордена Ленина дивизия — воинское соединение вооружённых сил СССР, принимавшее участие в Советско-финской войне 1939—1940 гг. и Великой Отечественной войне. Дивизия сформирована 1 мая 1934 года в Куйбышеве. С 1936 года дислоцируется в Сертолово и Чёрной речке Всеволожского района Ленинградской области, обеспечивает оборону западной части Карельского перешейка.
С 30 ноября 1939 года по 13 марта 1940 года принимает участие в Советско-финляндской войне 1939—1940 гг. Награждена орденом Ленина. 16 военнослужащих дивизии стали Героями Советского Союза.
Во время Великой Отечественной войны в составе действующей армии с 22 июня 1941 года. Участвует в обороне Ленинграда, в том числе в контрударе под Сольцами, Кингисеппско-Лужской оборонительной операции, 2-й Синявинской операции 1941 года, Синявинской операции 1942 года. 16 октября 1942 года преобразована в 45-ю гвардейскую стрелковую дивизию, став таким образом первой гвардейской дивизией на Ленинградском фронте.

## Формирование и дислокация

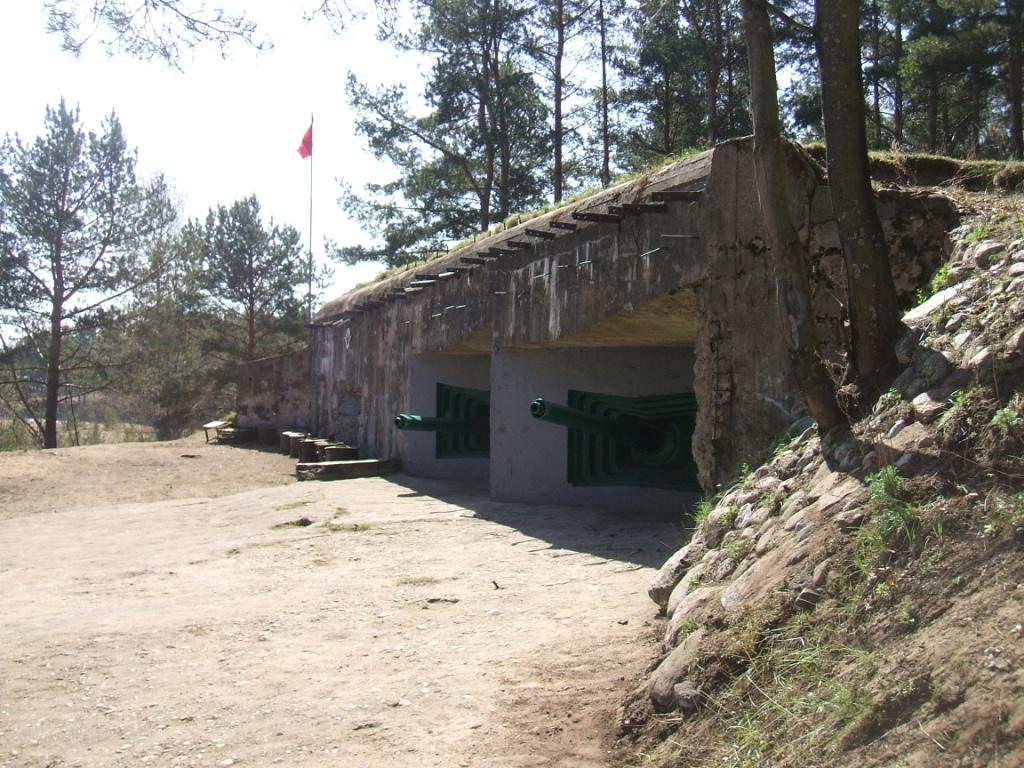
Артиллерийский полукапонир АПК-1 «Слон», строительство которого велось с октября 1938 года инженерной службой дивизии. В настоящее время часть экспозиции выставочного комплекса «Сестрорецкий рубеж»

Дивизия формировалась в городе Куйбышев в течение февраля, марта 1934 года, взамен ушедшей на Дальний Восток 34-й стрелковой дивизии.
Входила в состав Приволжского военного округа. В 1934—1935 годах являлась территориальной дивизией.

## Состав в 1934 году
- 208-й стрелковый полк — дислоцировался в городе Ульяновск
- 209-й стрелковый полк — дислоцировался в городе Сызрань
- 210-й стрелковый полк — дислоцировался в городе Куйбышев
- 70-й артиллерийский полк — дислоцировался в городе Пенза[4]
- 70-й сапёрный батальон
- 70-й танковый батальон
- 70-й батальон связи
- 70-й разведывательный батальон[2]

В 1936 году передислоцирована и расквартирована вдоль границы с Финляндией в районе деревень Сертолово и Чёрная речка, дав толчок к образованию посёлка, а в дальнейшем города Сертолово. Штаб дивизии располагался в Чёрной речке.
Входила в состав 19-го стрелкового корпуса Ленинградского военного округа. С осени 1936 года обеспечивала оборону западной части Карельского перешейка от Елизаветинки до берега Финского залива.

## Состав в 1939 году
В 1939 году дивизия имела в составе следующие части:
- 68-й стрелковый полк
- 252-й стрелковый полк
- 329-й стрелковый полк
- 221-й лёгкий артиллерийский полк — сформирован в 1939 году
- 227-й гаубичный артиллерийский полк — сформирован в 1938 году
- 361-й танковый батальон (10 Т-26 и 20 Т-38)
- 204-й химический танковый батальон (20 ХТ-26 и 30 ХТ-130) — придан дивизии в период с 30 ноября по 25 декабря 1939 года[7]

## Советско-финляндская война
Дивизия принимала участие в Советско-финляндской войне (1939—1940).
По состоянию на октябрь 1939 года в составе 19-го стрелкового корпуса 7-й армии.
В составе действующей армии с 30 ноября 1939 года по 13 марта 1940 года.
Вела боевые действия в западной части Карельского перешейка в составе 19-го стрелкового корпуса, 10-го стрелкового корпуса, Резервной группы Северо-Западного фронта, а с 29 февраля 1940 в составе 28-го стрелкового корпуса 7-й армии, за исключением 68-го стрелкового полка, который остался в 10-м стрелковом корпусе.
30 ноября 1939 года пересекла границу Финляндии и атаковала финские войска в направлении Терийоки (Зеленогорск) — Терваполтто — Пухтола (Решетниково) — Райвола (Рощино) — Мустамяки (Горьковское) — Каннельярви — Лоунатйоки (Заходское) — Перкъярви (Кирилловское) — Бобочино (Каменка) — Ойнола (Луговое) — Сеппяля (Камышевка). В ходе первого этапа военных действий бойцы дивизии показывали более высокую, по сравнению с другими частями, тактическую выучку, успешно взаимодействуя с танковыми подразделениями. В середине декабря дивизия вышла к Кархульскому узлу линии Маннергейма западнее Суммы, расположившись в районе озера Куолема-ярви (Пионерское), где безуспешно пыталась прорвать оборону противника.

70-я стрелковая дивизия — 7-й Армии 17.12.1939 в 23:20 КП 70-й сд в Меллола (ныне — Камышевка)
70-я дивизия — 7-й Армии 20.12.1939 в 07:00 Противник оказывает упорное сопротивление на западном берегу Хатьялахденъярви (ныне — озеро Александровское). 70-я дивизия выполняет боевое задание на левом фланге армии. Один батальон на линии Карья-лайнен — Ахвен-оя (ручей). Сосед справа — 50-й армейский корпус с задачей прорыва в Хотинен. Туроверов
70-я дивизия — СУРу (Северному укрепрайону) 21.12.1939 в 10:44 Командиру СУРа Части 70-й дивизии получили задачу 18, 19 и 20.12 поддерживать левый фланг армии при поддержке авиации и артиллерии. Части дивизии ведут бой за высоты 38,2 и 12,8, что в 2 километрах юго-восточнее Кархула (Дятлово) на восточном берегу Ха-тьялахденъярви. Штаб 70-й дивизии в Мелола. Туроверов
70-я дивизия — СУРу 26.12.1939 в 02:30 Командиру СУРа. После упорного боя дивизия 25.12 вышла на линию восточные склоны высоты 38,2 — западный берег озера Пиен-Хаукярви — Лотаханхонсуо (Ханхиоянсуо?) — западные склоны отметки 28,3 на северном берегу Хатьялахденъярви. Связь с пульбатом прервалась. Туроверов
— 
21 декабря на рубеже у озера Куолема-ярви была сменена 100-й стрелковой дивизией. С 26 января 1940 была в составе 10-го стрелкового корпуса.
С 11 февраля 1940 года дивизия участвует в операции по прорыву «линии Маннергейма» и разгрому финской армии на Карельском перешейке. В период 11—14 февраля овладела частью полевых укреплений Кархульского района, а 17 февраля вышла на побережье Финского залива, где участвовала в «битве за острова».
В течение 21—23 февраля дивизия совместно с 43-й стрелковой дивизией атаковала и захватила остров Пийсаари (Северный Берёзовый), 25 февраля — д. Ватнуори, острова Ревонсаари (Лисий) и Туппурансаари (Вихревой). 25 февраля перешла в состав 10-го стрелкового корпуса. 26 февраля овладела частью полуострова Койвисто (Киперорт). 27—29 февраля овладела островами Пукинсаари (Козлиный) и Ханнуккалансаари (Майский), прикрывавшими с востока остров Урансаари (Высоцкий). С 29 февраля в состав 28-го стрелкового корпуса. 68-й стрелковый полк с 29 февраля по 4 марта вёл бои за Тронгзунд (Ууран) (Высоцк) — город и военно-морскую базу на острове Урансаари. 5 марта 68-м стрелковым полком атакован и 7 марта захвачен остров Равансаари (Малый Высоцкий).
В марте 1940 г. дивизия совершила 6-суточный переход в тыл группировки противника, форсировала по льду Выборгский залив в составе 28-го стрелкового корпуса, захватила плацдарм на северном берегу Выборгского залива в районе населённых пунктов Нисалахти (Чулково) и Хейнлахти (Кубенское), перерезала дорогу Выборг — Хамина и обеспечила успех операции.
За успешное форсирование 70-й стрелковой дивизией Выборгского пролива в ночное время по льду и захват прибрежных укреплений, что нарушило важные для противника коммуникации и ускорило окончание Советско-финляндской войны, дивизия была награждена орденом Ленина (Указ Президиума Верховного Совета СССР от 21 марта 1940 года). 252-й стрелковый полк и 227-й гаубичный артиллерийский полк награждены орденами Красного Знамени (Указ Президиума Верховного Совета СССР от 11 апреля 1940 года).

## Состав на 29 февраля 1940 года
- 68-й стрелковый полк
- 116-й стрелковый полк
- 252-й стрелковый полк
- 329-й стрелковый полк
- 221-й лёгкий артиллерийский полк
- 227-й гаубичный артиллерийский полк
- 28-й танковый полк (126 Т-26) — прибыл на фронт в феврале 1940 года
- 361-й танковый батальон[7]

## Межвоенный период
По состоянию на 25 октября 1940 года дивизия укомплектована по штатам мирного времени, численность личного состава 6374 человек, в том числе начальствующий состав — 1058, младший начсостав — 964, рядовой состав — 4352.
Дивизия имеет: конский состав — 955, автотранспорт — 279 единиц, тракторы — 96, мотоциклы — 13, винтовки — 11600, автоматические винтовки — 678, пулемёты ручные — 499, станковые — 162, зенитные — 11, миномёты — 117, пушки 45-мм — 43, 76-мм — 42, гаубицы 122-мм — 25, 152-мм — 12, танки Т-38 — 6, бронеавтомобили — 9, рации — 127.

## Великая Отечественная война
В действующей армии во время Великой Отечественной войны с 22 июня 1941 года по 16 октября 1942 года.
На 22 июня 1941 года дислоцировалась в Ленинграде, организационно входила в состав 50-го стрелкового корпуса 23-й армии, прикрывавшего государственную границу СССР в районе Выборга.
В ходе развёртывания армии дивизия была изъята из её состава, находилась в подчинении Северного фронта.
На 6 июля 1941 года насчитывала в своём составе около 14 тысяч человек и 200 орудий и миномётов и в этот день была включена в состав Лужской оперативной группы, перед которой стояла задача обороны южных подступов к Ленинграду в районе г. Луга.

### Контрудар под Сольцами
9 июля 1941 года Директивой Ставки № 00260 была передана в подчинение Северо-Западного фронта и переброшена в район Порхова, где была передана в состав 11-й армии для участия в контрударе под Сольцами. Численность личного состава дивизии на 10 июня составляла 14 963 человека. Также для поддержки наступления дивизии была передана матчасть 3-й танковой дивизии — 4 Т-28, 16 БТ-7 и 2 КВ-1. C вечера 14 июля наступает с рубежа северной группировки Городище, Уторгош в южном направлении, поддерживаемая частями 21-й танковой дивизии непосредственно на Сольцы и к полуночи достигает рубежа в 4-6 км севернее Сольцов, создав угрозу окружения наступающей на Шимск 8-й танковой дивизии 56-го (LVI) мотокорпуса. Утром 15 июля дивизия вошла в Сольцы, прорвалась на главную дорогу 8-й танковой дивизии на 15-километровом участке и раздробила дивизию противника. После ночного прорыва частей 8-й танковой дивизии из окружения через Сольцы 16 июля вошла в город и продолжила наступление к реке Шелонь.
19 июля перешла к обороне, 22 июля дивизия была вынуждена вновь оставить Сольцы, и в составе 16-го стрелкового корпуса отступать на расположенный севернее второй рубеж, где заняла оборону юго-восточнее Луги в районе Уторгоша.

Противник наступая в течение 21 и 22.VII, несмотря на две проведённые контратаки дважды с берега реки Шелонь на участке … (непонятно), видимо, дер. Муссы до устья реки Ситня, сосредоточил у меня на фланге, в связи с отходом 182 сд и 183 сд до дивизии и с фронта против 70 сд такое же количество.
Ввиду этого был вынужден отвести на рубеж М. Беревица — Волоски — Пирогово отойти на рубеж Маразуевого — Уторгош — Михалкино — Мшага—Ямская — Шимск, сосредоточив резервы по одному полку в районе Сосенки — Медведь. 70 сд потери довольно значительные, один полк приведён расстройство.
— объяснение командира 16-го стрелкового корпуса генерал-майора Иванова М.М. командиру 11-й армии от 23.07.1941 г. (Сообщение об итогах боевых действий 11 Армии за 21.07.1941 г. - 23.07.1941 г., ЦАМО фонд 249 опись 1544 единица хранения 28)

### Кингисеппско-Лужская оборонительная операция
- 68-й стрелковый полк
- 252-й стрелковый полк
- 329-й стрелковый полк
- 221-й артиллерийский полк
- 227-й гаубичный артиллерийский полк
- 65-й отдельный разведывательный батальон
- 11-й отдельный батальон связи
- 64-й отдельный сапёрный батальон
- отдельная химрота
- 34-й автотранспортная рота
- 21-й медико-санитарный батальон
- дивизионная артиллерийская ремонтная мастерская
- ПАРАМ
- школа МНС
- 77-й ветеринарный лазарет
- заградительный отряд ОО НКВД

В период 31 июля — 2 августа 1941 года 68-й полк совместно с подразделениями 42-го танкового полка контратаковали и ликвидировали плацдарм немецкого 24-го полка 21-й пехотной дивизии на левом берегу реки Шелонь, в районе деревни Бор, расположенной между Мшагой-Ямской и Шимском. 24-й пехотный полк был разбит и потерял практически всю свою артиллерию — захвачено 35 орудий.
На 4 августа 1941 года насчитывала в своём составе около 6235 человек и 31 орудие.
В составе Новгородской армейской оперативной группы, а с 6 августа 48-й армии, занимает оборону на Восточном участке обороны Лужского рубежа, в районе населённого пункта Медведь на правом берегу реки Мшага, на рубеже Медведь — Верхний Прихон 2-я половина. Оборонительный рубеж был достаточно хорошо подготовлен, оборудован противотанковыми рвами и эскарпами.
После возобновления немецкого наступления 10 августа попала под мощный удар 1-го армейского корпуса противника, поддержанный 8-й авиационный корпус. Начала отход под воздействием противника с фронта и с левого фланга, открытого оставившей свои позиции 1-й горнострелковой бригадой и была вынуждена отойти к станции Батецкой, тем самым открыв путь на Новгород — Чудово. 13 августа вместе с 237-й стрелковой дивизией оказалась в окружении в районе западнее Менюши, охваченная слева подразделениями 11-й пехотной дивизии по линии Маковище — Шарок — Минюши. 16 августа подразделения 252-го стрелкового полка прорываются из окружения в районе села Теребони. 17 августа головной колонной достигла Середогощ, арьергарды вели бой в Подборовье. К концу августа 1941 года остатки дивизии лесами из окружения выходили по направлению к Чудово, вели бои у Чудово.

… 2/ данным начальника первого отдела тыла майора Короневич главные силы 70 сд вышли в Мины юго-восточнее Красногвардейска 30 клм. С 70 сд выходят из окружения 250 бойцов 237 сд тчк данных о первой дно нет …
— Оперативная сводка штаба 48 армии к 16:00 21.08.1941 (ЦАМО фонд 249 опись 1544 единица хранения 28)
На 24 августа дивизия насчитывала в своём составе 6264 человека. К 26 августа пополнена маршевыми батальонами до 9000 человек и заняла оборону на подступах к Ленинграду. 28 августа германская 21-я пехотная дивизия, прорвав позиции советской 70-й дивизии, захватила Тосно.

Брошенная на Ленинград немецкая лавина техники и солдат подминала под себя, обескровленные части Красной армии. Разбив и частично окружив наши дивизии на Лужском оборонительном рубеже 28 августа 1941 года немцам удаётся прорваться по Московскому шоссе через боевые порядки 70-й стрелковой дивизии и захватить Тосно. 
— Материалы из Книги Памяти. Погостье.
На 8 сентября 1941 года ведёт бои восточнее Гатчины, севернее железной дороги Гатчина-Тосно. 11 сентября наступает на Сусанино, Михайловское. В течение всего сентября 1941 года ведёт бои, постепенно отступая на север. К концу сентября 1941 года оборонялась юго-восточнее Пулково. 23 сентября приняла в виде пополнения остатки 2-й гвардейской стрелковой дивизии народного ополчения. Так же в сентябре дивизия приняла остатки расформированной 237-й стрелковой дивизии.

### Наступление на Мгу

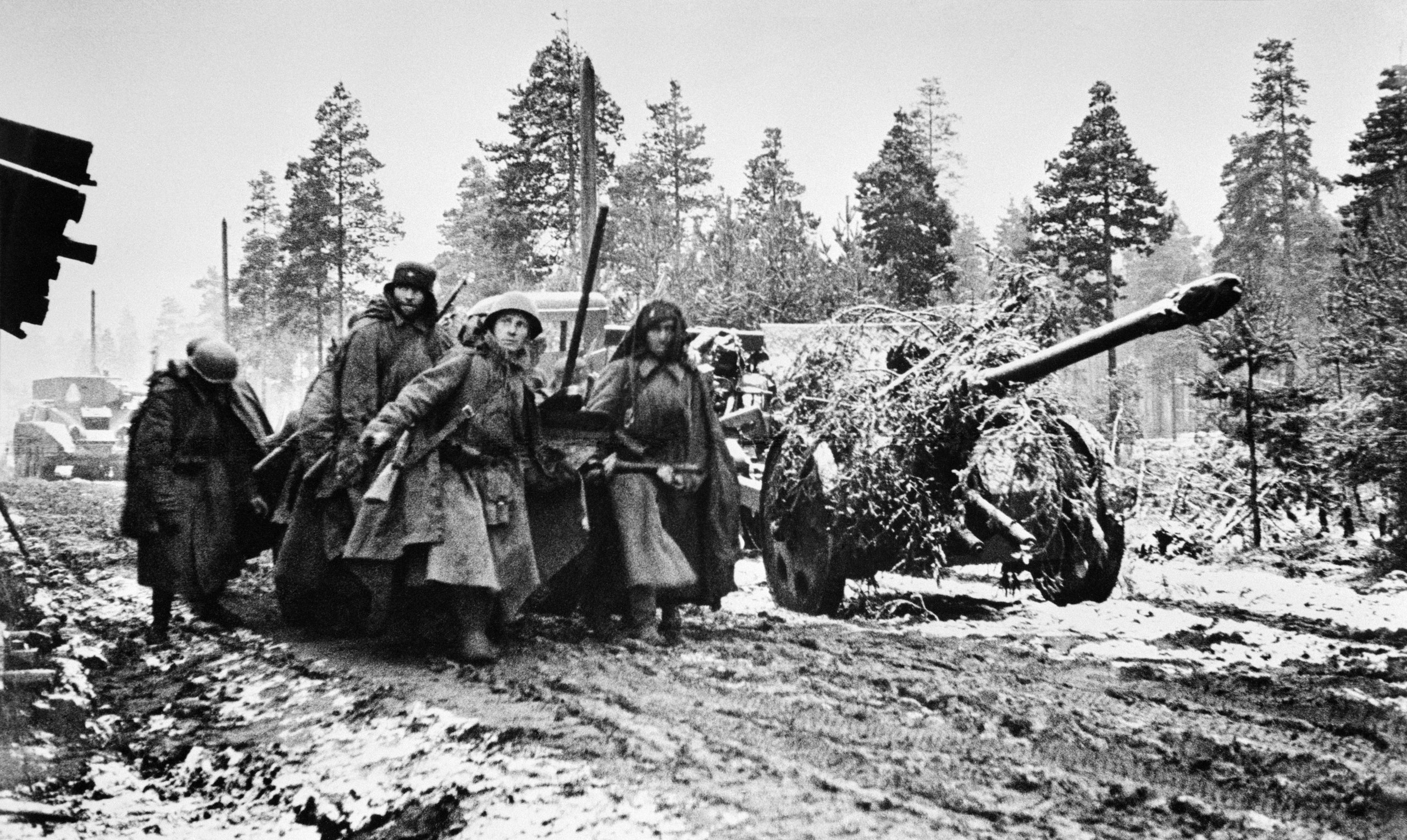
Бойцы везут замаскированную дивизионную пушку Ф-22 по размытым дорогам, 1 ноября 1941 г., Ленинградский фронт. Фотография В. С. Тарасевича.

31 октября 1941 года Ленинградским фронтом по директиве Ставки № 002984 от 14 октября 1941 года принято решение на операцию по разгрому группировки противника севернее Синявино, освобождения станции Мга и переходу в общее наступление на Тосно.
В рамках операции на 55-ю армию, в состав которой входила дивизия, возлагалось проведение вспомогательного наступления в районе Усть-Тосно. Задачей ставилось очистить западный берег реки Тосна, захватив переправы через реку, и в дальнейшем, овладев Усть-Тосно, селом Ивановское, селом Покровское, наступать в направлении Мги на соединение с 8-й и 54-й армиями.
1 ноября 1941 дивизия передала занимаемый участок обороны на левом фланге Пулковского оборонительного рубежа в районе Верхнее Кузьмино — река Кузьминка 189-й стрелковой дивизии. 8 ноября 1941 года, после безрезультатных атак ударной группировки 55-й армии (43-й, 85-й стрелковых дивизий и 123-й танковой бригады) дивизия введена в бой вместе с 90-й, 125-й, 268-й стрелковыми дивизиями. Подразделения дивизии ведут бои на южной окраине Усть-Тосно против противостоящих подразделений немецких 121-й и 122-й пехотных дивизий, пытаясь овладеть огневыми точками у Усть-Тосно и железнодорожного моста.

РЕЗУЛЬТАТЫ НАСТУПЛЕНИЯ 70-й СД 8.11.41г.
… Артподготовка началась также согласно плану, но ввиду недостатка снарядов была очень слабая более похожа на методический арт. огонь, чем на хорошую арт. подготовку.
Авиация не работала.
Дымзавесы не было (ветер был юго-восточный).
После арт. подготовки части пошли в атаку, прошли метров 20—30 и были остановлены сильным ружейно-пулемётным и арт. мин. огнём противника. Все дальнейшие попытки продвинуться вперёд были безуспешны. В результате, части за день продвинулись правым флангом на 50 м, но не закрепились и к 16:30 отошли обратно в исходные позиции.
Полковая артиллерия была вплотную приближена к пехоте, но после 8—10 своих выстрелов обнаруживалась и подавлялась миномётным и арт. огнём противника с большими потерями.
Вновь обнаружены 4 станковых пулемёта на зап. берегу р. ТОСНА между жел. дор. и жел. бетонным мостами.
Огнём нашей артиллерии уничтожена противотанковая пушка противника у железобетонного моста на зап. берегу р. ТОСНА
— ЦАМО, фонд 217, опись 1221, дело 75
11 и 12 ноября дивизия вновь предприняла попытку овладеть западным берегом реки Тосна, но немецкие части снова отразили атаки. Вдоль берега реки Тосна немецкие войска создали мощные укрепления и сильным артиллерийским и миномётным огнём наносили советским частям большие потери.
До конца ноября соединения 55-й армии пытались выполнить поставленную задачу, но не достигли даже локальных успехов. 1 декабря командование Ленинградским фронтом было вынуждено доложить И. В. Сталину, что «на фронте 55-й армии, особенно похвастаться нечем».
К 20 ноября 1941 года дивизия возвратилась на рубеж Пулково — Верхнее Кузьмино — река Кузьминка — Большое Кузьмино.
Попытки 55-й армии прорвать блокаду, предпринятые в ноябре — декабре 1941 г., формально не относятся к 2-й Синявинской операции, поскольку датой её окончания, как правило, обозначают 28 октября.
Несмотря на неудачу, активные наступательные действия 55-й армии оказали существенное влияние на успешный исход боевых действий в районе Тихвина.

### Наступление на Тосно
В начале декабря участвует в операции, задачей которой ставился захват Тосно и создание угрозы тылу мгинской группировки противника. Занимает позиции северо-восточнее рощи у реки Большая Ижорка. В ночь с 5 на 6 декабря совместно с 125-й и 90-й стрелковыми дивизиями участвует в штурме 2-го противотанкового рва, проходящего от посёлка Ям-Ижора, пересекающего Октябрьскую железную дорогу и за зданием завода «Ленспиртстрой» выходящего на Неву.
В течение декабря 1941 года участвует в безуспешных наступательных действиях 55-й армии, ведёт наступление в направлении Ям-Ижоры.
В мае 1942 года занимает позиции в районе пересечения железной дороги и 2-го противотанкового рва, передний край обороны дивизии увековечен мемориалом Ижорский таран.
С мая по сентябрь 1942 года в составе Невской оперативной группы обороняет правый берег реки Невы.

### Синявинская операция 1942 года

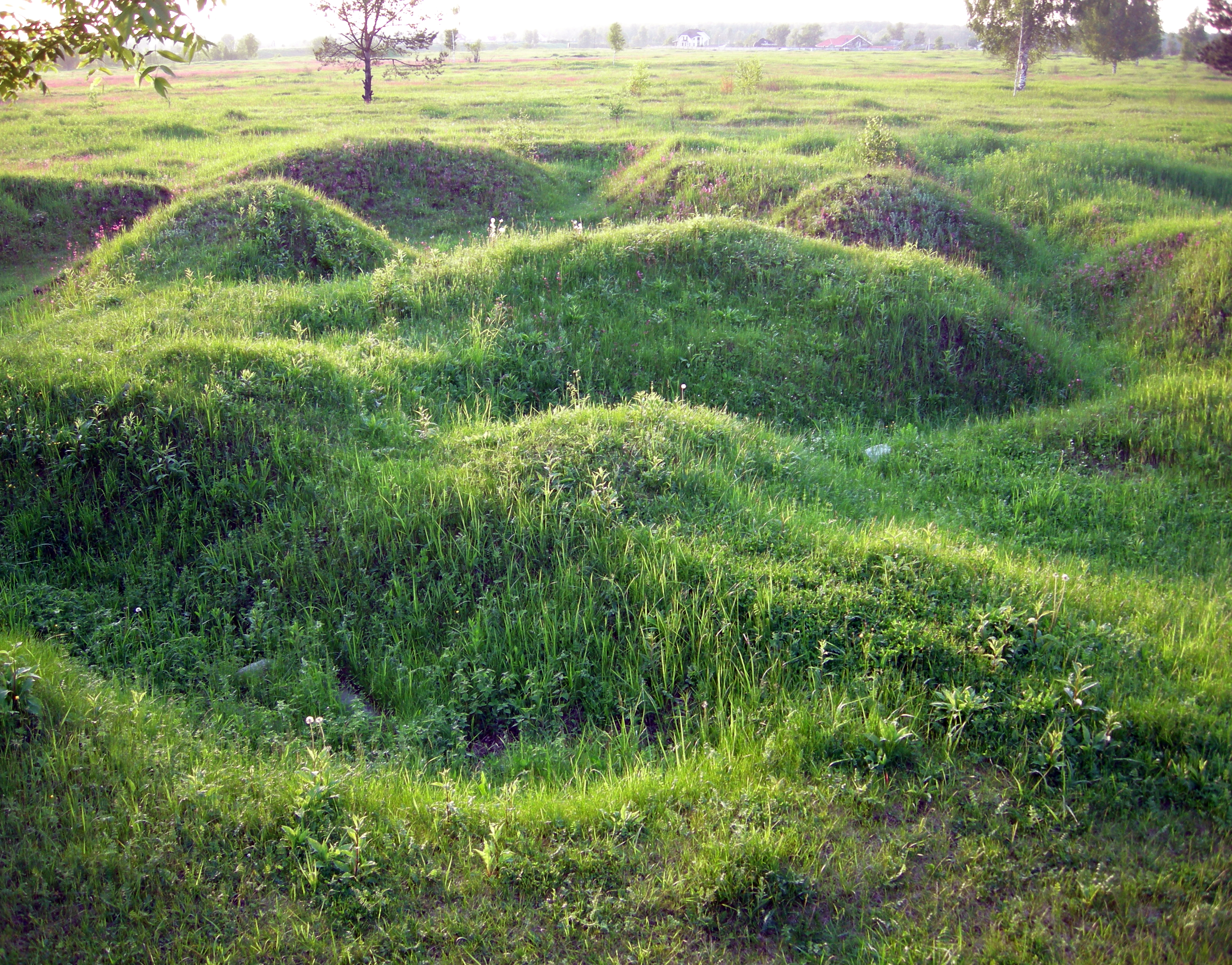
Невский пятачок через 66 лет после боёв

С 9 по 11 сентября 1942 года входит в ударную группу Невской оперативной группы по форсированию реки Нева в качестве дивизии второго эшелона (вместе с 11-й стрелковой бригадой).
26 сентября 1942 года в 3 часа 30 минут утра, под прикрытием дымовых завес форсировала Неву в районе Невской Дубровки, таким образом вновь создав Невский пятачок. Форсировала реку неподготовленной (командир и комиссар 252-го стрелкового полка даже отказались форсировать реку и были расстреляны перед строем), и уже при переправе понесла очень большие потери. Ведёт в течение конца сентября — начала октября 1942 года тяжелейшие бои на плацдарме.

Доклад командующего войсками Ленинградского фронта Народному комиссару обороны Союза ССР 4.10.1942 г.
1. … С 25.9 по 29.9 на участках 70, 86 сд появились части 12-й танковой дивизии, 227, 132 пд, 328 запасный батальон, 9 новых артбатарей; резкое увеличение авиации — до 300 самолёто-вылетов в день.
2. … Потери в боях, по неполным данным, в пехоте исчисляются:
26.9 … 70сд — 1176…

27.9 … 70 сд — 403…

28.9 … 70 сд — 1420…

29.9 … 70 сд — 771…

…

Итого … 70 сд — 3770 …
— 
К 10 октября выведена с плацдарма, на 12 октября находится в резерве 67 армии, размещается в районе Ёксолово. Удержание плацдарма осуществляет усиленная рота, весь личный состав которой впоследствии был награждён орденами и медалями — 18 воинов — орденами Красного Знамени, 30 — орденами Красной Звезды, остальные — медалями «За отвагу».
16 октября 1942 года приказом Народного комиссара обороны СССР № 319 преобразована в 45-ю гвардейскую стрелковую дивизию, став, таким образом, первой гвардейской дивизией на Ленинградском фронте.

## Состав
- 68-й стрелковый полк
- 252-й стрелковый Краснознамённый полк
- 329-й стрелковый Клайпедский полк
- 227-й гаубичный артиллерийский Краснознамённый полк (впоследствии переформирован в артиллерийский полк)
- 221-й артиллерийский полк (до 20.12.1941)
- 94-й отдельный истребительно-противотанковый дивизион
- 340-я зенитная батарея (198-й отдельный зенитный артиллерийский дивизион)
- 65-й разведывательный батальон
- 64-й отдельный сапёрный батальон
- 11-й отдельный батальон связи
- 21-й медико-санитарный батальон
- 36-я отдельная рота химический защиты
- 34-я автотранспортная рота
- 32-я (165-я) полевая хлебопекарня
- 77-й дивизионный ветеринарный лазарет
- 121-я полевая почтовая станция
- 192-я полевая касса Госбанка

## Подчинение
| Дата            | Фронт (округ)                                                 | Армия                                     | Корпус                 | Примечания |
| --------------- | ------------------------------------------------------------- | ----------------------------------------- | ---------------------- | --- |
| 22.06.1941 года | Ленинградский военный округ                                   | 23-я армия                                | 50-й стрелковый корпус | — |
| 24.06.1941 года | Северный фронт                                                | —                                         | —                      | 24 июня 1941 года на базе управления, объединений, соединений, частей и учреждений Ленинградского военного округа сформирован Северный фронт. |
| 06.07.1941 года | Северный фронт                                                | Лужская оперативная группа                | —                      | — |
| 10.07.1941 года | Северо-Западный фронт                                         | 11-я армия                                | 16-й стрелковый корпус | 9 июля 1941 года Директивой Ставки № 00260 дивизия была передана в подчинение Северо-Западного фронта |
| 01.08.1941 года | Северо-Западный фронт                                         | Новгородская армейская оперативная группа | 16-й стрелковый корпус | — |
| 07.08.1941 года | Северо-Западный фронт                                         | 48-я армия                                | 16-й стрелковый корпус | 48-я армия сформирована на базе управления Новгородской армейской оперативной группы (6 августа) и 16-го стрелкового корпуса (14 августа) |
| 20.08.1941 года | Северный фронт                                                | 48-я армия                                | 16-й стрелковый корпус | 20 августа 1941 года 48-я армия передана Северному фронту |
| 23.08.1941 года | Ленинградский фронт                                           | Слуцко-Колпинская оперативная группа      | —                      | 23 августа приказом Северного фронта сформирована Слуцко-Колпинская оперативная группа Директивой Ставки Верховного Главнокомандования № 001199 от 23 августа 1941 года Северный фронт разделён на Карельский и Ленинградский фронты. Слуцко-Колпинская оперативная группа вошла в состав Ленинградского фронта.                       |
| 01.09.1941 года | Ленинградский фронт                                           | 55-я армия                                | —                      | Управление 55-й армии сформировано 1 сентября 1941 года на базе штаба 19-го стрелкового корпуса и Слуцко-Колпинской оперативной группы. |
| 01.10.1941 года | Ленинградский фронт                                           | 55-я армия                                | —                      | — |
| 01.11.1941 года | Ленинградский фронт                                           | 55-я армия                                | —                      | — |
| 01.12.1941 года | Ленинградский фронт                                           | 55-я армия                                | —                      | — |
| 01.01.1942 года | Ленинградский фронт                                           | 55-я армия                                | —                      | — |
| 01.02.1942 года | Ленинградский фронт                                           | 55-я армия                                | —                      | — |
| 01.03.1942 года | Ленинградский фронт                                           | 55-я армия                                | —                      | — |
| 01.04.1942 года | Ленинградский фронт                                           | 55-я армия                                | —                      | — |
| 01.05.1942 года | Ленинградский фронт (Группа войск Ленинградского направления) | Невская оперативная группа                | —                      | В соответствии с Директивой Ставки Верховного Главнокомандования № 170301 «Об объединении фронтов» от 20 апреля 1942 г. Ленинградский и Волховский фронты объединены в единый Ленинградский фронт, в составе двух групп. В состав группы войск ленинградского направления включены 23, 42-я и 55-я армии, Приморская и Невская группы. |
| 01.06.1942 года | Ленинградский фронт (Ленинградская группа войск)              | Невская оперативная группа                | —                      | В соответствии с Директивой Ставки Верховного Главнокомандования № 170351 «Об изменении состава и переименовании групп войск» от 3 мая 1942 г. группа войск ленинградского направления в составе 23, 42-й и 55-й армий, Невской и Приморской групп именуется Ленинградской группой войск Ленинградского фронта.                        |
| 01.07.1942 года | Ленинградский фронт                                           | Невская оперативная группа                | —                      | — |
| 01.08.1942 года | Ленинградский фронт                                           | Невская оперативная группа                | —                      | — |
| 01.09.1942 года | Ленинградский фронт                                           | Невская оперативная группа                | —                      | — |
| 10.10.1942      | Ленинградский фронт                                           | 67-я армия                                | —                      | 10 октября 1942 года на базе Невской оперативной группы было создано управление 67-й армии |

## Награды и наименования
| Награда (наименование) | Дата       | За что награждена |
| ---------------------- | ---------- | --- |
| Орден Ленина           | 21.03.1940 | награждена указом Президиум Верховного Совета СССР от 21 марта 1940 года за образцовое выполнение боевых заданий командования на фронте борьбы с финской белогвардейщиной и проявленные при этом доблесть и мужество. |

## Командование дивизии

### Командиры дивизии
- Фролов, Семён Николаевич (20.04.1934 — 15.10.1937), комбриг
- Шмыров, Максим Сергеевич (15.10.1937 — 28.08.1939), с 17.02.1938 комбриг (в дальнейшем командир Особого стрелкового корпуса)[29]
- Прохоров, Фёдор Александрович (28.08.1939 — 25.12.1939), полковник[30] (в дальнейшем командир 24-й стрелковой дивизии).
- Кирпонос, Михаил Петрович (25.12.1939 — 27.04.1940), комдив, с 05.06.1940 генерал-лейтенант
- Нетреба, Василий Гаврилович (27.04.1940 — 01.07.1940) (приказ НКО № 01674) Биография
- Федюнин, Андрей Егорович (01.07.1940 — 15.08.1941), генерал-майор (погиб 21.08.1941, застрелился в окружении, похоронен на Казачьем кладбище Александро-Невской Лавры в Санкт-Петербурге).
- Якутович, Вячеслав Петрович (16.08.1941 — 21.12.1941), майор, с {08.11.1941 подполковник (в дальнейшем командир 13-й стрелковой дивизии.
- Вехин, Григорий Иванович (август-сентябрь 1941), полковник, врид[31]
- Виноградов (на 01.01.1942), полковник[32]
- Цуканов, Евгений Ефимович (09.01.1942 — 07.04.1942), полковник (в дальнейшем заместитель командующего войсками 55-й армии по тылу).
- Краснов, Анатолий Андреевич (08.04.1942 — 16.10.1942), полковник

### Военные комиссары дивизии[33]
- Галстян, Бениамин Оганесович[34][35] (23.12.1939 — 21.09.1941, 27.02.1942 — 25.05.1942), полковой комиссар, с 22.02.42 бригадный комиссар (в других источниках также упоминается как Вениамин Оганесович[36]).
- Браудэ, Борис Семёнович (21.09.1941 — 28.01.1942), старший батальонный комиссар[32].
- Хрящев, Гавриил Порфирьевич (28.01.1942 — 27.02.1942), полковой комиссар.
- Журба, Георгий Владимирович[37] (25.05.1942 — 28.09.1942), старший батальонный комиссар, полковой комиссар[38], смертельно ранен 28.09.1942 на Невском пятачке[39].
- Возжин, Василий Дмитриевич (28.09.1942 — 09.10.1942), старший батальонный комиссар.

9 октября 1942 года на основании Указа Президиума Верховного Совета СССР «Об установлении полного единоначалия и упразднении института военных комиссаров в Красной Армии» должность военного комиссара дивизии была упразднена, введена должность заместителя командира дивизии по политический части — начальника политотдела.

### Начальники штаба дивизии
- Пименов М. Е. 1939
- Белянко Василий Петрович, полковник (июль 1940)
- Латкин (август 1941), майор
- Виноградов, Николай Андрианович ( — октябрь 1941), полковник
- Миленин, Михаил Степанович (ноябрь 1941—1945), на 01.01.1942 врио[32], майор, полковник.

## Отличившиеся воины дивизии
За период существования дивизии (до преобразования в 45-ю гвардейскую дивизию) 16 военнослужащих стали Героями Советского Союза.
- Серым цветом в таблице выделены Герои, погибшие или пропавшие без вести во время войн.

| Награда | Фамилия Имя Отчество                                    | Должность                                                      | Звание                  | Дата Указа | Годы жизни                 | Примечания                                                                                                |
| ------- | ------------------------------------------------------- | -------------------------------------------------------------- | ----------------------- | ---------- | -------------------------- | --- |
| № 445   | Березин, Семён Петрович                                 | командир разведывательной роты 252-го стрелкового полка        | старший лейтенант       | 21.03.1940 | 25.04.1902 — 20.06.1967    | |
|         | Высоцкий, Кузьма Дмитриевич (Высоцкий Кузьма Демидович) | пулемётчик 68-го стрелкового полка                             | красноармеец            | 15.01.1940 | 31.10.1911 — 04.03.1940    | Тяжело ранен 28.02.1940, умер от ран. Похоронен в Санкт-Петербурге на Богословском кладбище.              |
| № 91    | Кирпонос, Михаил Петрович                               | командир 70-й стрелковой дивизии                               | комдив                  | 21.03.1940 | 12.01.1892 — 20.09.1941    | Погиб в битве под Киевом. Похоронен в парке Вечной Славы в Киеве.                                         |
| № 446   | Комендант, Сергей Павлович                              | помощник командира взвода 252-го стрелкового полка             | младший командир взвода | 21.03.1940 | 14.01.1915 — 21.01.1942    | |
| № 297   | Краснов, Анатолий Андреевич                             | командир батальона 68-го стрелкового полка                     | старший лейтенант       | 21.03.1940 | 18.06.1906 — 19.08.1967    | |
| № 294   | Кудашев, Идрис Моисеевич                                | командир стрелкового взвода 6-й роты 68-го стрелкового полка   | младший командир        | 21.03.1940 | 23.09.1914 — 09.05.1970    | |
|         | Ларин, Михаил Никанорович                               | секретарь партийного бюро 68-го стрелкового полка              | старший лейтенант       | 21.03.1940 | 16.11.1908 — .23.12.1939   | Погиб в бою у деревни Тайпасен. Звание Героя Советского Союза присвоено посмертно. Похоронен в Сертолово. |
| № 447   | Малышев, Александр Григорьевич                          | помощник командира пулемётного взвода 252-го стрелкового полка | младший командир        | 21.03.1940 | 30.09.1916 — 24.02.1991    | Биография                                                                                                 |
| № 463   | Маминов, Александр Иванович                             | Стрелок 329-го стрелкового полка                               | красноармеец            | 21.03.1940 | 01.12.1911 — 05.07.1943    | Погиб 05.07.1943 под Ленинградом. Похоронен в Санкт-Петербурге на Большеохтинском кладбище.               |
| № 404   | Маричев, Василий Павлович                               | командир батальона 329-го стрелкового полка                    | старший лейтенант       | 21.03.1940 | 12.04.1911 — 1942          | Пропал без вести во время боёв на Невском пятачке.                                                        |
| № 406   | Москвин, Василий Иванович                               | Командир батальона 252-го стрелкового полка                    | старший лейтенант       | 21.03.1940 | 17.02.1910 — 01.12.1969    | |
|         | Петренко, Василий Васильевич                            | помощник начальника штаба по артиллерии                        | лейтенант               | 21.03.1940 | 25.12.1909 — 22.12.1939    | Погиб в бою, похоронен в Меллола Биография                                                                |
| № 269   | Плотников, Александр Григорьевич                        | командир танкового взвода 28-го отдельного танкового полка     | лейтенант               | 21.03.1940 | 23.04.1916 — 25.07.1942    | Погиб в бою в районе деревни Ломово Воронежской области Биография                                         |
| № 339   | Распопин, Пётр Фёдорович                                | Командир стрелкового взвода 329-го стрелкового полка           | лейтенант               | 21.03.1940 | 02.01.1914 — сентябрь 1941 | Пропал без вести в сентябре 1941.                                                                         |
| № 218   | Угрюмов, Николай Степанович                             | командир батальона 252-го стрелкового полка                    | капитан                 | 15.01.1940 | 18.08.1902 — 02.02.1982    | |

## Интересные факты
- Жертвы в ходе Майнильского инцидента, послужившего формальным поводом к Зимней войне, понёс 68-й стрелковый полк 70-й стрелковой дивизии.
- Город и порт Высоцк назван в честь военнослужащего 70-й стрелковой дивизии Героя Советского Союза рядового Кузьмы Демидовича (по другим сведениям — Дмитриевича) Высоцкого.
- В составе дивизии в период Великой Отечественной войны воевал Розен, Александр Германович — советский прозаик и драматург (19.01.1910 — 09.10.1978). Красноармеец Розен добровольцем прибыл в состав дивизии 22 июня 1941 года. После тяжёлой контузии 11 августа 1941 года освобождён от военной службы, но остался в составе дивизии. Парторг, военный корреспондент, участвовавший в создании истории дивизии.

## Люди связанные с дивизией
- Богайчук, Демьян Иосифович — в 1934—1936 годах  начальник связи  дивизии . Впоследствии советский военачальник, полковник.
- Бородкин, Порфирий Григорьевич — в 1938—1939 годах командир 208-го стрелкового полка. Впоследствии советский военачальник, генерал-майор.
- Горелик, Цаллер Абрамович — в 1935—1937 годах  командовал стрелковым и учебным батальонами в 209-м стрелковом полку. Впоследствии советский военачальник, полковник.
- Чернюгов, Спиридон Сергеевич — в 1934—1936 годах помощник начальника 1-го (оперативного) отделения штаба дивизии, начальник штаба 210-го стрелкового полка. Впоследствии советский военачальник, генерал-майор.

### Документы
- Блокада Ленинграда в документах рассекреченных архивов / Под ред. Н. Л. Волковского.. — СПб.: Полигон, 2005. — 766 с.

Директивы Ставки Верховного Главнокомандования
- Директива Ставки ВГК № 170610 от 12.09.1942 г.

### Мемуары
- Манштейн Э. [militera.lib.ru/memo/german/manstein/index.html Утерянные победы] / Сост. С. Переслегин, Р. Исмаилов. — М.: АСТ, 1999. — 896 с.

### Исторические исследования
- Гланц Д. Битва за Ленинград. 1941—1945 / Пер. У. Сапциной. — М.: Астрель, 2008. — 640 с. — ISBN 978-5-271-21434-9.
- Мощанский И. Б. Прорыв блокады Ленинграда. Эпизоды великой осады. 19 августа 1942 — 30 января 1943 года. — М.: Вече, 2010. — 184 с. — ISBN 978-5-9533-5289-5.
- Шигин Г. А. Битва за Ленинград: крупные операции, «белые пятна», потери / Под ред. Н. Л. Волковского. — СПб.: Полигон, 2004. — 320 с. — ISBN 5-17-024092-9.
- Мощанский И. Б. У стен Ленинграда. — М.: Вече, 2010. — 304 с. — ISBN 978-5-9533-5209-3.
- Красносельская стрелковая дивизия // Советская военная энциклопедия в 8 томах. — М.: Воениздат, 1976—1980, Т. 4, С. 431.
- Красносельская стрелковая дивизия // Великая Отечественная война 1941—1945: энциклопедия /главный редактор генерал армии, профессор М. М. Козлов и др. — М.: Советская энциклопедия, 1985. — C. 377.